# Wolfram Frommlet
Wolfram Frommlet (* 7. Januar 1945 in Ravensburg) ist ein deutscher Autor, Journalist, Dramaturg, Regisseur und Hochschuldozent.

## Leben
Wolfram Frommlet besuchte das humanistische Spohn-Gymnasium in Ravensburg. Anschließend studierte er Germanistik, Musikwissenschaften und Kunstgeschichte an der Eberhard Karls Universität Tübingen, parallel dazu absolvierte er ein Gesangsstudium. Von 1966 bis 1969 studierte er an der Ludwig-Maximilians-Universität München Germanistik, Musik-, Theaterwissenschaft und Kunstgeschichte sowie Gesang am Richard-Strauss-Konservatorium München.
Parallel dazu Regie-Assistenzen an Münchener Theater- und Opernhäusern – Münchener Kammerspiele, Theater am Gärtnerplatz, Münchener Kammeroper, daneben betätigte er sich als Kultur-Journalist bei der tz und im Notizbuch des BR-Hörfunks. Ab 1969 war er für das Staatstheater Kassel tätig, er engagierte sich auch im Lehrlingstheater. 1972 baute er in Marl das „Marler Modell“ auf, dazu gehörten Spielaktionen mit Arbeiterkindern. 1974 wechselte Frommlet als Kulturmoderator und -reporter zum WDR Köln.
Er engagierte sich für „Nord-Süd-Themen“; so leitete er 1979–1982 in Lusaka, Sambia ein Projekt der Friedrich-Naumann-Stiftung. Schwerpunkte waren die Aus- und Weiterbildung für die Zambia Broadcasting Corporation, das Agrarministerium und die beiden nationalen Zeitungen. Er veranstaltete Medientrainings und -consultings für die UNESCO in Kenia, für die gtz in Ruanda, für das Goethe-Institut in Sri Lanka, Ghana und Indonesien. 1984–2005 arbeitete er beim Radio Training Centre (RTC) Deutsche Welle, wo er Rundfunkjournalisten aus Afrika, Nahost und Asien weiterbildete. Für das RTC führte er bis 2005 mehrwöchige Medien-Trainings in Südost-Asien, West-, Ost- und im Südlichen Afrika durch. Er schrieb auch Reportagen über afrikanische Projekte  u. a. von UNICEF und der Deutschen Welthungerhilfe (DWHH).
1998 zog er nach Ravensburg zurück und ging mehreren regionalen Engagements im künstlerischen Bereich nach. Von 1998 bis 2020 lehrte er Business Economy, Medientheorie und Journalismus an der Dualen Hochschule Ravensburg. Er hatte Lehraufträge an den Hochschulen Osnabrück, Köln, Marburg, Essen und Krems, der FH Weingarten und der Schule für Gestaltung, Ravensburg.

## Werke (Auswahl)

### Autor / Co-Autor / Herausgeber
- Eltern spielen Kinder lernen. Eltern lernen  Kinder spielen. Handbuch für Spielaktionen (mit Hans Mayrhofer, Wolfgang Zacharias). Weismann Verlag, München 1972, ISBN 3-921040-11-6;
aktualisierte und erweiterte Ausgabe, Rowohlt Taschenbuch Verlag, Reinbek 1975, ISBN 3-499-16896-0.
- Mond und Morgenstern. Ein Afrikanischer Schöpfungsmythos (mit Bildern von Henning Wagenbreth). Peter Hammer Verlag, Wuppertal 1999, ISBN 3-87294-784-2.
- Luna y Lucero del Alba. Legenda africana (spanische Ausgabe). Libros del Zorro Rojo, Barcelona / Madrid 2007, ISBN 978-84-96509-87-0.
- African Radio Plays (Hrsg.). DWAZ Publications 6, Nomos Verlagsgesellschaft, Baden-Baden 1991, ISBN 3-7890-2240-3.
- African Radio Narrations and Plays (Hrsg.). DWAZ Publications 9, Nomos Verlagsgesellschaft, Baden-Baden 1992, ISBN 3-7890-2692-1.
- Die Sonnenfrau (Hrsg.). Sechsundzwanzig neue Geschichten aus Schwarzafrika. Peter Hammer Verlag, Wuppertal 1994, ISBN 3-87294-629-3.
- Ravensburger Lebensgeschichten aus 100 Jahren. Von Liebe und Leid, von Arbeit und Würde (mit über 100 historischen Fotos). Biberacher Verlagsdruckerei, Biberach 2015, ISBN 978-3-943391-70-1.
- Johann Sebastian Bach geht über den Sambesi. Reisen in die Schatten Europas. 350 S. Kröner Verlag Stuttgart 2024. ISBN 978-3-520-91401-9 erscheint September 2024.
- Jugendbuchforschung in der Bundesrepublik Deutschland. Wissenschaftliche Buchgesellschaft, Darmstadt 1986.
- Vom Teilen. Über die globale Zukunft der Arbeit. Koethel/Stormann, 1991, ISBN 3-925056-08-4.

### Theaterstücke
- „Wieviel Brot hast du gebacken? Wieviel Wärme hast du gespendet?“ Eine szenische Collage zu Janusz Korczak für drei Schauspieler. UA Bodenseefestival Polska Kultura, 15. Mai  1998, Theater Ravensburg.
- „Und morgen kennt mich die ganze Welt“. Eine politische Satire für einen Schauspieler. UA am 24. März 2004, Theater Ravensburg

### Ausstellungen
- Hausser-Fotos 7980 Ravensburg (Kurator, mit Carolin Sigolotto Gestaltung), Museum Humpis-Quartier, Ravensburg 2010.
- Lyrik in der Ravensburger Unterstadt (Idee, Konzeption). 84 Gedichte, 78 Autoren & Autorinnen aus 17 Ländern und 6 Jahrhunderten in 9 Straßen. Ein Öffentliches, Visuelles Literaturprojekt. Stadtmarketing Ravensburg 2013; Design Schule für Gestaltung Ravensburg.
- Hände in Ravensburg (Idee, Konzeption, Texte), Veith Hämmerle Fotografie. Ein öffentliches Kunstprojekt in 16 Straßen der Ravensburger Innenstadt zu Traditionen von Handwerk, künstlerischen und agrarischen Berufen. Ravensburg 2017.

### Übersetzungen / Bearbeitungen
- Wolfgang Amadeus Mozart, „Zaide“ (mit Kurt Wilhelm), Münchner Kammeroper Eberhard Schoener, München 1968.
- „Papa, ich will auch noch den Mond haben“ (Stück für Kinder, aus dem Ital.), „Papa’ voglio anch’io la luna“ von Guido Stagnaro, Thienemanns Verlag., Stuttgart 1970.
- „König Flötenton und Konsorten“ (Stück für Kinder aus dem Franz.), „Le Roi Mirliton“ von Pierre Gamarra, Thienemanns Verlag, Stuttgart 1971.
- „Palmwine and Peanut Soup“, Hörspiel, mit Virginia Witts. In: African Radio Plays (Hrsg.)DWAZ Publications 6, Nomos Verlagsgesellschaft, Baden-Baden, 1991, ISBN 3-7890-2240-3

### Hörspiele
- Kinderhörspiele – und Elternsendungen in der Ersten Hörfunk-Vorschulserie “Der Grüne Punkt”, SDR / SWF / SR, 1973 ff
- Radio Plays Africa & Asia, Deutsche Welle Radio Training Centre, DWAZ Publications 5, Köln 1991.

### Dokumentarfilme
- Alte und Junge im Ländlichen  Sambia. Redaktion Mosaik, ZDF, 1984.
- Young in Zambia. Reihe Young World, Deutsche Welle Transtel, 1984.
- Anfangs haben sie über und gelacht.  Ländliche Ausbildung in Sambia. Redaktion Bildung und Erziehung, ZDF 1984.
- Dokumentationen, Porträts, Reportagen (30:00 – 60:00) in der Redaktionsgruppe Kultur – Literatur, Bildung, Architektur & Kunst, Musik – FS WDR3, 1974–1978.
- Dokumentarfilm-Reihe „ZeitZeugen“, Museum Humpis-Quartier Ravensburg, 2006–2015
- „Nirgendwo die Angst vor dem Zwang wachrufen“. Die Architekten Hans und Maria Riempp.
- Von Ravensburg in die Welt und zurück. Elisabeth Stoll-Scheuerle.
- Erich Hausser. Ein Fotografen-Leben.
- “Als Wirtin musst Du die Menschen lieben”. Die “Mohren”-Wirtin  Pia Kutter.
- Der Ölschwang. Ein Ravensburger Stadtviertel. Geschichten über das Wasser, die Arbeit und die Menschen.
- Von der Stadtwirtschaft zum Sterne-Restaurant. 150 Jahre „Waldhorn“.
- „Es ist falsch, nichts zu tun.“ Das engagierte Leben der Maria Ballarin.

### Radio-Reportagen, Dokumentationen, Features für WDR, HR, SDR, DLF, Deutsche Welle
(Auswahl)
- Back to the Land. A Zambian Farmer’s Life Story. English for Seniors, WDR Bildungsprogramme 1988.
- Eine Nähnadelfabrik für Vietnam. Ein Beispiel für gelungene private Entwicklungshilfe. Hessischer Rundfunk, 1984.
- Die Stimme des Präsidenten oder die Stimme des Volkes? Die Rolle der Medien in der Dritten Welt, WDR3, 1993.
- Die Angst vor dem richtigen Ton. Neue Musik für Kinder, WDR3 1976.
- Wir sind auf der Suche nach uns selbst. Schwarze Literatur und  schwarze Volkskultur in Südafrika, WDR3 1989
- Dokumentationen in der Reihe „ZeitZeichen“,  WDR3, 1990–2002.
- Essays, Dokumentationen, Reportagen in den Redaktionen „Kritisches Tagebuch“;
- „Kultur & Wissenschaft“;  „Gedanken zur Zeit“; „Proben und Stichproben“, Literarisches Journal; Kirche und Gesellschaft;  „Kritische Chronik“, Jugendfunk, Frau & Gesellschaft; WDR3, „Scala“ WDR 5, 1972–2005.
- Serie „Klänge, Stimmen und Musik aus Afrika & Asien“, Redaktion Kinder, WDR3
- Dokumentationen in der Reihe „KalenderBlatt“, Deutschlandradio Berlin 1997–2002.
- Dokumentationen & Reportagen, Deutsche Welle, Africa English, 1990 ff.

### Fernseh-Moderationen, Bühnen-Talks
- Großer Abend über den Geschmack. Kulturshow des WDR3 FS, Köln 1976.
- Vor Ort – Ende offen. Mehrstündige TV-live-Sendung  aus Städten und Kulturzentren  in NRW, WDR3  FS, Köln 1976–1978.
- „Angesagt – Menschen aus der Region“. Gesprächsreihe, 45 Abende mit jeweils drei Gästen und Musikern live, Kulturzentrum „Linse“, Weingarten 2003–2011.
- Wissenschaft im Gespräch. Live-Programm mit Wissenschaftlern aus der Region. Vier Abende, Kulturzentrum „Linse“, Weingarten 2013.
- Der TALK – Gespräche über die Zukunft. Theater Ravensburg, seit 2022

### Zeitschriftenbeiträge
Essays, Reportagen, Medienanalysen
- in folgenden Zeitschriften: Tendenzen, Kürbiskern München; epd-Entwicklungspolitik; medium; dg, Demokratisches Gesundheitswesen; blätter des iz3w – Informationszentrum Dritte Welt Freiburg; informationsdienst südliches afrika; EPN – Entwicklungspolitische Nachrichten; Development & Co-Operation; MedienMagazin – Zeitschrift der Network-Mediencooperative Frankfurt; Schwäbische Heimat;
- in folgenden Tages- und Wochenzeitungen: Schwäbische Zeitung Ravensburg; BLIX Monatsmagazin für Oberschwaben; KONTEXT:Die Wochenzeitung (online und taz Wochenend-Ausgabe).

## Auszeichnungen
- Journalistenpreis Entwicklungspolitik, durch Bundespräsident Richard von Weizsäcker, Bonn 1988.
- Journalistenpreis Entwicklungspolitik, durch Bundespräsident Roman Herzog, Bonn 1993.
- UNESCO world decade of culture, Auszeichnung für Afrikanische & Asiatische Hörspiele & Publikationen. Deutsche UNESCO-Kommission, 1995.
- The Golden Letter 2000, Bologna International Childrens Book Fair. Schönstes Buch der Welt, Illustrationen Henning Wagenbreth, für „Mond und Morgenstern“.
- 1. Preis der Stiftung Buchkunst, Frankfurter Buchmesse 2000, für „Mond und Morgenstern.“
- Kinderbuchpreis 2000, Deutsche UNESCO-Kommission, für „Mond und Morgenstern.“
- Buch des Monats: „Mond und Morgenstern“, Zeitschrift „Eselsohr“, April 1999.
- Willi-Bleicher-Preis des DGB, 2007. Auszeichnung für gewerkschaftlichen Journalismus und die Gesprächsreihe „Angesagt“ in Weingarten. Begründung: „Einmischung eines engagierten Zeitgenossen.“
- 1. Preis in der Kategorie Mittelstädte für das Projekt „Lyrik in der Unterstadt“, Ravensburg 2013, im Wettbewerb Stadtmarketing Baden-Württemberg, November 2015.